# Bateaux traditionnels d'Indochine
Les bateaux traditionnels de l’ancienne Indochine française (et en particulier la partie correspondant au Viêt Nam actuel) présentaient une grande diversité et, pour certains, des caractéristiques uniques.

## Une grande diversité de types de bateaux
Avec 2 600 km de côtes le  Viêt Nam se prête parfaitement à la navigation.
Au milieu du XXe siècle une forte proportion de la population de l'Indochine utilisait encore des bateaux à voile, soit pour la pêche, soit pour le cabotage. Rien qu'en Annam, 500 000 personnes vivaient exclusivement de la pêche.
Dans les mers bordant l’Indochine les voiliers étaient d'un type très différencié d'une région à l'autre, parfaitement adaptés aux activités maritimes,.
Les bateaux en bois actuels du Viêt Nam reprennent parfois leurs caractéristiques de façon plus ou moins authentique.
Le type de voilure habituel des bateaux d'Indochine était la voile au tiers, le plus souvent en laizes de latanier.
Du Golfe du Siam à la baie d'Hạ Long les caractéristiques des bateaux indochinois variaient largement.

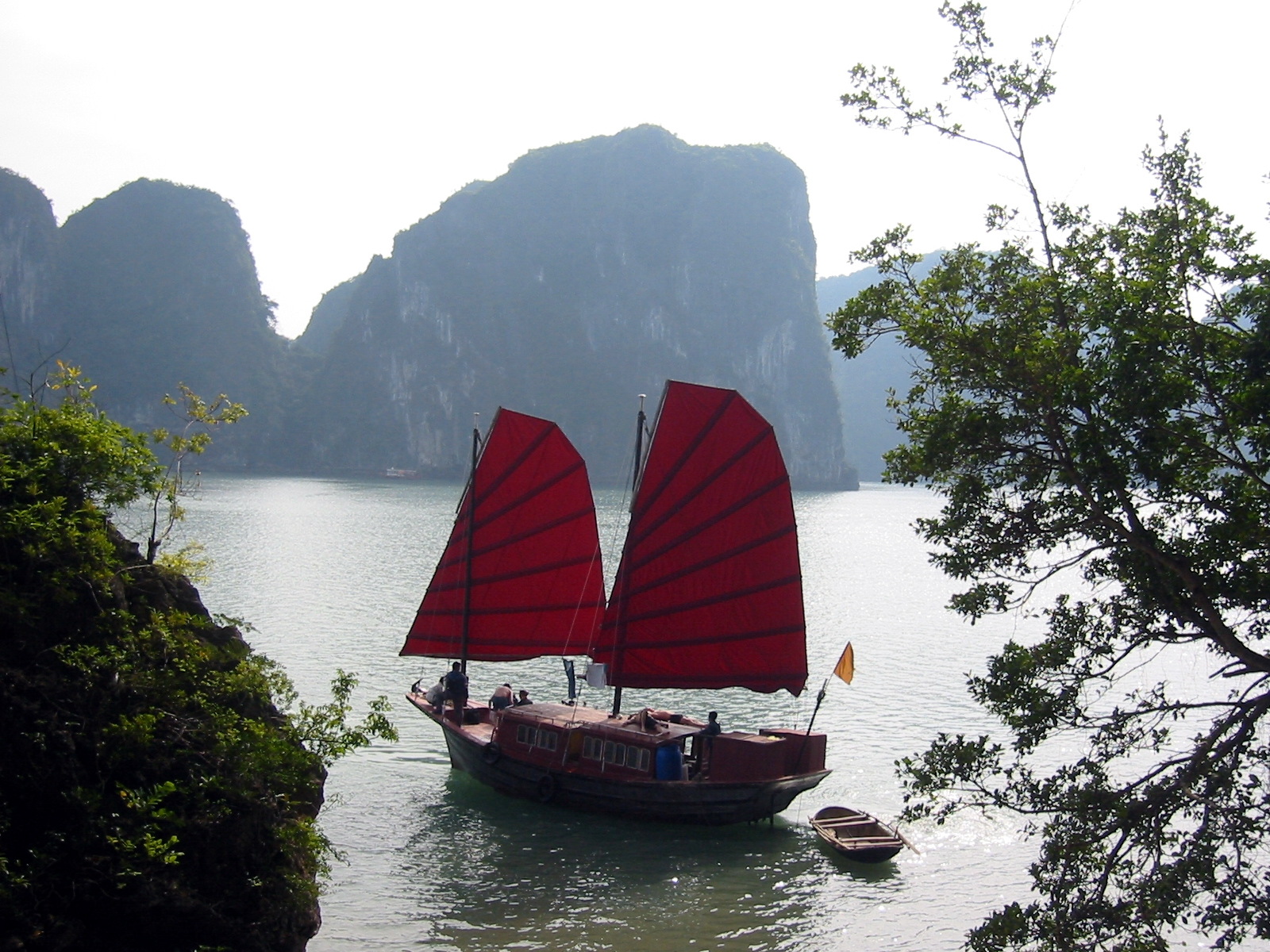
« Thuyên Lu’o’i » dans la baie d'Hạ Long

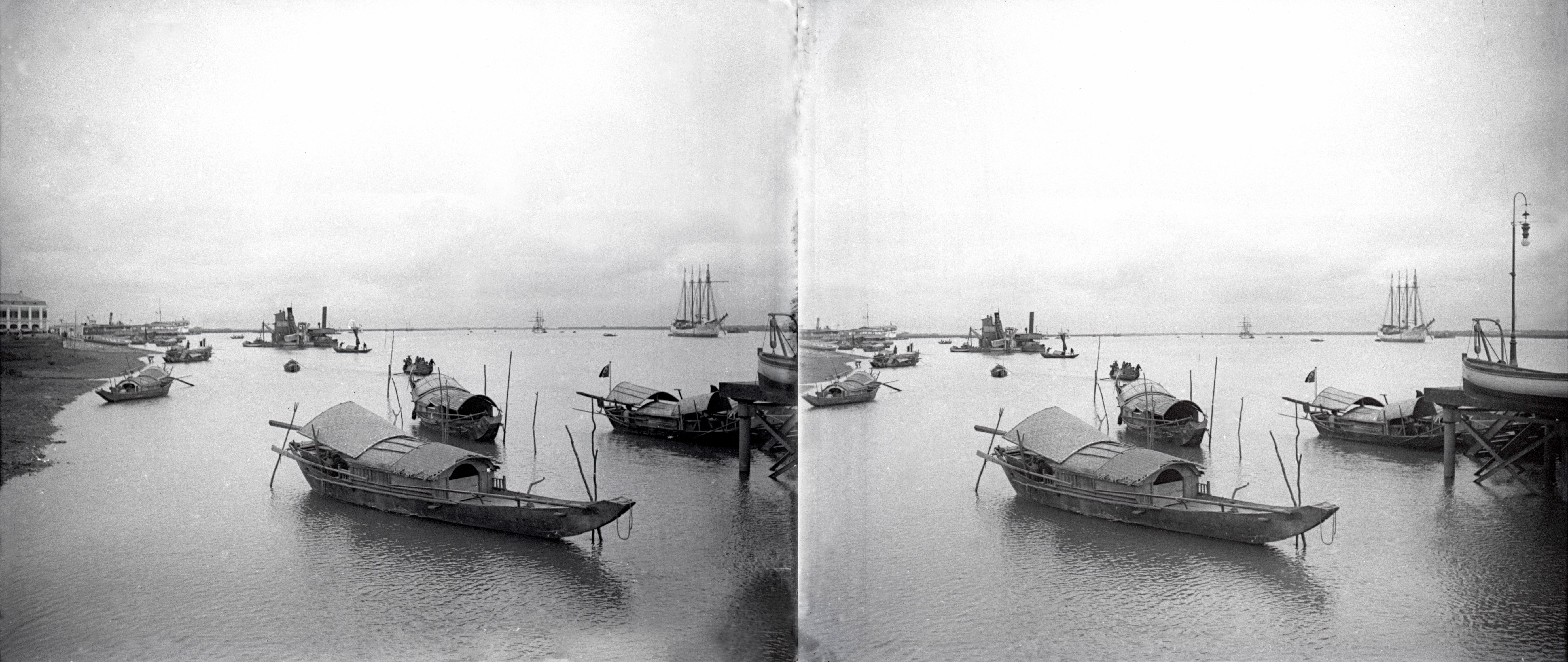
Bateaux dans le port de Haiphong, vers 1904-1907

Le « Chaleum » du Golfe du Siam était encore très proche de modèles de la Thaïlande, avec un faible franc-bord et des formes de pointe.
La « Ghe Câu » de l’île de Phú Quốc était l’un des plus belles embarcations de pêche d’Indochine. Elle était déjà proche des bateaux de l’Annam mais rappelait aussi les chébecs  méditerranéens.
En Cochinchine  dans le  Delta du Mékong, on trouvait les « Ghe Cu’a » à deux mâts, à la proue haute et pointue.
La « Ghe Lu’o’i Rùng» était une embarcation de 12 m maximum très allongée, à fond plat, qui était tirée à terre au retour de la pêche.
Les bateaux de l’Annam, les plus originaux de l’Indochine, seront évoqués  au paragraphe suivant.
Plus au nord les bateaux du Tonkin les plus connus sont les jonques (« Thuyên Lu’o’i ») de la baie d'Hạ Long.
Leur voilure rappelle celle de la Chine mais leur mode de construction est proche de celui de l’Annam. Le fond est plat et se relève aux deux extrémités. La Thuyên Lu’o’i  porte un ou deux mats selon son tonnage.
Au Tonkin aussi la jonque de pêche « Cong-Hong » était originale, avec sa proue très ouverte en demi-lune surmontée d’une passerelle en bambou où s’emplantait un mâtereau.

## Les bateaux de l’Annam

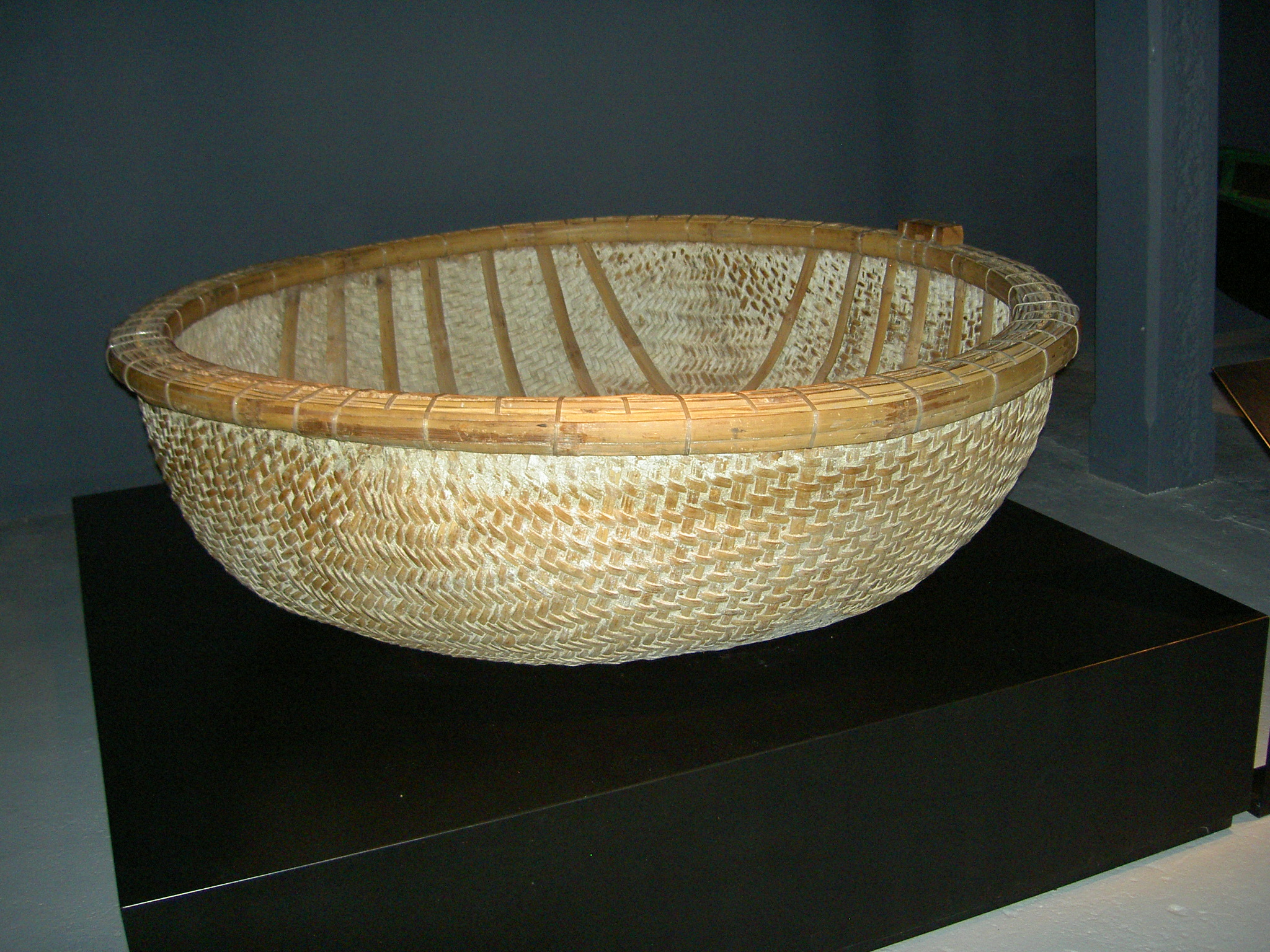
Bateau panier Ghe Thùng Chài

Le bateau le plus caractéristique du centre de l’Annam était la « Ghe Nang » de Tourane (actuel Da Nang).
Une Ghe Nang d'un tonnage moyen de 10 tonneaux mesure 12 m de long pour 3,10 m de large.
Sa construction était très originale : la partie immergée (œuvres vives) était réalisée en bambou tressé tandis que les œuvres mortes étaient construites en bois.
Cette configuration particulière était due aux attaques des tarets qui infestent ces mers chaudes. Le bambou coûte moins cher que le bois et résiste mieux aux vers. De plus la coque souple de bambou tressé supportait mieux les échouages fréquents dans les barres défendant les estuaires.
Les œuvres vives étaient formées par de longues tresses découpées dans le bambou et travaillées comme une vaste corbeille de vannerie. La coque en bois, sans fond, s'adaptait sur le panier.
Une autre caractéristique originale de la Ghe Nang était une dérive en forme de sabre coulissant dans une encoche de l’étrave du bateau. Elle permettait à ce bateau sans quille de mieux tenir le cap. Des tangons-balanciers, sur lesquels s’accroupissait l’équipage, permettaient de contrôler la gite.
A la proue était placée un mouilleur (« Ngà »), pièce de bois placée transversalement, en forme d’arc et très décorée, qui facilitait le mouillage et servait à l’amarrage.
Deux voiles en latanier étaient frappées au tiers, auxquelles s’ajoutait un tape-cul amovible. La coque était décorée de grands yeux en amande.
L’ancre était en bois très dur et alourdie par une grosse pierre avec le jas placé au niveau du diamant, caractéristique originale facilitant sa remontée.
La Ghe Nang a servi de modèle pour la construction des gros caboteurs « Ghe Bâu ». Ceux-ci se singularisaient par un maître-bau placé exactement au centre du navire, les flancs étant rétrécis dans les hauts. Les autres caractéristiques de la Ghe Bâu étaient similaires en plus grand à celle de la Ghe Nang.
Pour conclure, il faut aussi mentionner les bateaux-paniers ronds (« Ghe Thùng Chài ») qui, partis de Tourane, ont circulé dans tout l’Annam. D’un mètre environ de diamètre, ces embarcations légères servaient surtout à la liaison entre les voiliers et le bord.

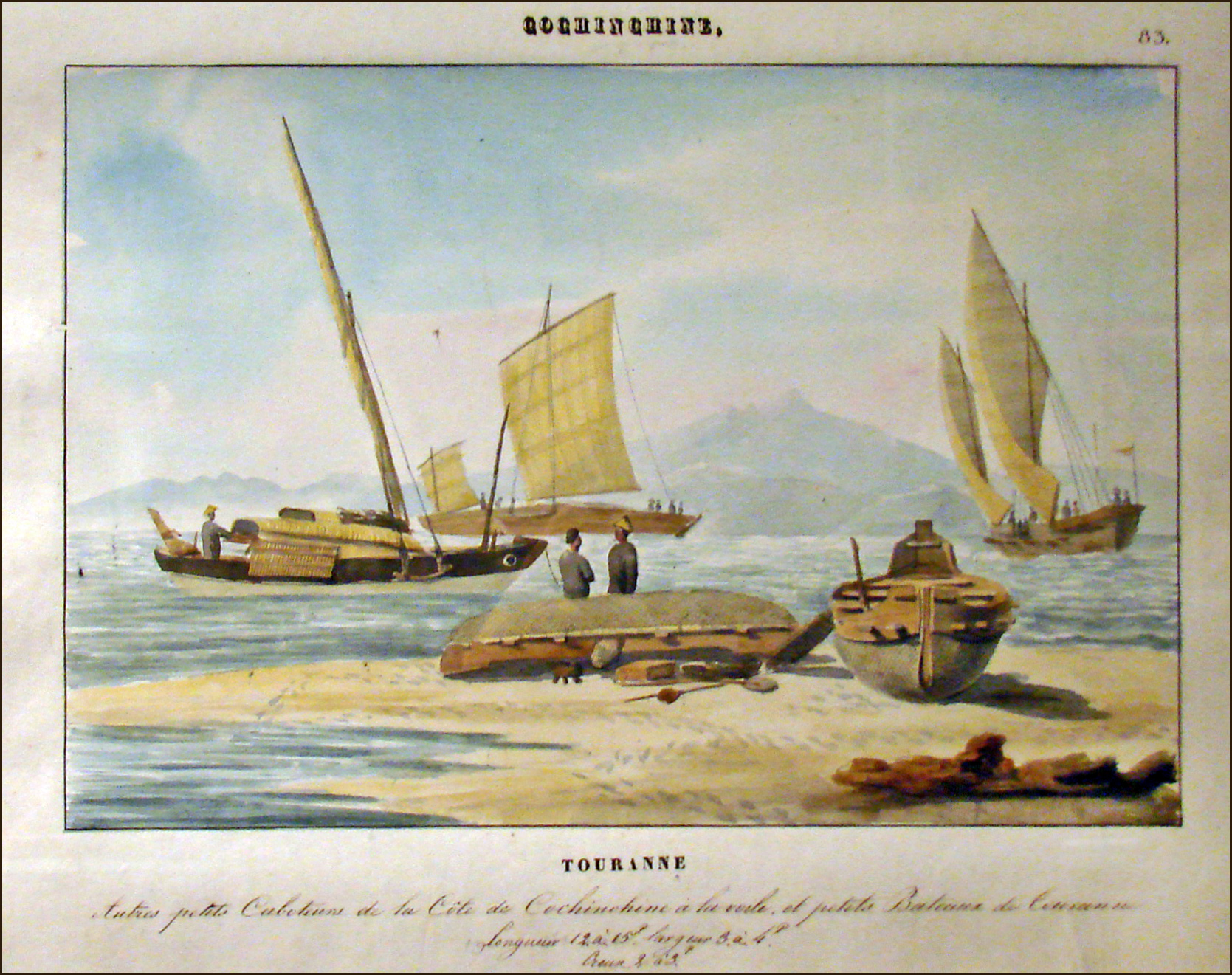
Touranne, musée national de la Marine.